# کبمر
کبمر (به لاتین: Kébémer Department) یک منطقهٔ مسکونی در سنگال است که در ناحیه لوگا واقع شده‌است. کبمر ۳٬۸۲۳ کیلومتر مربع مساحت و ۲۵۹٬۰۸۳ نفر جمعیت دارد.